# تامی اسپیکر
تامی اسپیکر (انگلیسی: Tommy Spicer؛ ژوئن ۱۸۷۶ – ژانویه ۱۹۵۸) بازیکن فوتبال اهل بریتانیا بود.
از باشگاه‌هایی که در آن بازی کرده‌است می‌توان به باشگاه فوتبال برنتفورد و باشگاه فوتبال آرسنال اشاره کرد.